# Carlos Marés
Carlos Frederico Marés de Souza Filho (União da Vitória, 2 de outubro de 1946) é um jurista e advogado brasileiro. 

## Carreira
Foi Procurador Geral do Estado do Paraná, Presidente do Banco Regional de Desenvolvimento do Extremo Sul e Presidente da Fundação Nacional do Índio. 
É Presidente do Instituto Brasileiro de Advocacia Pública-IBAP (Gestões 2022/2024 e 2024/2026) e editor-chefe da Revista Pub Diálogos Interdisciplinares.

## Obras
- O renascer dos povos indígenas para o direito, Juruá Editora, 2000 - 211 páginas
- Bens Culturais e Proteção Jurídica, Unidade Editorial Porto Alegre, 1997 - 139 páginas
- A função social da terra. Porto Alegre: Sergio Antonio Fabris Editor, 2003, 142 paginas.